# Vela ai Giochi della XXXI Olimpiade - Laser Radial femminile
Le gare di vela della classe Laser Radial femminile dei Giochi della XXXI Olimpiade si sono volte dall'8 al 16 agosto 2016 nella baia di Guanabara, con arrivo e partenza presso Marina da Glória.